# CAPEX
CAPEX(Capital expenditures)는 미래의 이윤을 창출하기 위해 지출한 비용을 말한다. 이는 기업이 비유동자산을 구매하거나, 유효수명이 당회계년도를 초과하는 기존의 비유동자산에 대한 투자에 돈을 사용할 때 발생한다. CAPEX는 회사가 장비, 토지, 건물 등의 물질자산을 획득하거나 이를 개량할 때 사용한다. 회계에서 Capex는 자산계정에 추가하므로 (자본화), 자산내용(세금부과에 적용되는 자산가치)의 증가를 가져온다. CAPEX는 일반적으로 현금흐름표에서 장비와 토지자산에 대한 투자 등에서 볼 수 있다.

## 같이 보기
- 총소유비용
- 현금흐름표
- 포괄손익계산서
- 재무상태표